# Джейми Варди
Джейми Варди е английски футболист, играещ като нападател за Лестър Сити. Държи рекорда за най-дълга голова серия (11 поредни мача) в Английската Висша лига. Голмайстор на Висшата лига за сезон 2019/20. Започвайки кариерата си от долните дивизии на местния футбол, Варди е считан за един от най-добрите местни нападатели.

## Кариера
Варди започва кариерата си в школата на Шефилд Уензди, но е обявен за безперспективен и на 16 години е освободен. Джейми започва да играе футбол в тима на Стоксбридж Парк от Първа дивизия на Северната Висша лига, която е 8-о ниво на английския футбол. Дебютира за отбора през 2007 г. под ръководството на треньора Гари Мароу. По това време Варди заработва едва 30 паунда на седмица. След силни изяви към голмайстора има интерес от тимове от професионалните дивизии. Варди изкарва проби в Крю Александра и Родеръм Юнайтед.
През 2010 г. нападателят подписва с Халифакс Таун от Северната Висша лига, 7-а дивизия на Англия. През сезона Варди вкарва 24 попадения в 33 мача и е избран за играч на сезона в дивизията. Неговият отбор печели титлата в Северната лига. През лятото на 2011 г. нападателят е привлечен от Флитуд Таун, играещ в Конференцията. За Флитуд дебютира в двубой с Йорк Сити. Първият си гол за тима вкарва в третия кръг, поразявайки вратата на Кетъринг Таун. Макар да започва силно сезона, постепенно Варди навлиза в голова суша, която трае повече от месец. Все пак през октомври 2011 г. той избухва с хеттрик срещу Алфритън. Благодарение на добрата си форма Варди печели наградата за играч на месец ноември в Конференцията.
В началото на 2012 г. Блекпул предлагат 750 000 паунда за правата на играча. От Флитуд обаче отказват, заявявайки, че цената на Варди е милион. Джейми продължава да ниже гол след гол, като в първите четири мача от календарната година вкарва 6 гола. В края на сезона Флитуд печели Конференцията и за първи път в историята си се класира в Лига 2. С 31 гола през сезона Варди става и голмайстор в петото ниво на английския футбол.
През май 2012 г. Варди преминава в Лестър Сити, по това време клуб от Чемпиъншип, за 1 милион паунда – рекордна сума за играч извън първенствата на Футболната лига. Дебютният сезон на Джейми в Лестър е изключително труден. Нападателят не може да се адаптира към новия си тим и за 26 мача вкарва само 4 гола. Острите критики на привържениците заставят Варди да се замисли за отказване от футбола. Мениджърът на тима Найджъл Пиърсън убеждава играча да продължи. През следващия сезон Джейми е преобразен – става водещ голмайстор на отбора с 16 гола и е в основата на спечелването на Чемпиъншип и промоцията във Висшата лига.
На 19 август 2014 г. нападателят преподписва до 2018 г. Прави дебюта си в английския елит, влизайки като резерва срещу Арсенал. Първият си гол в Премиършип вкарва на Манчестър Юнайтед за победата с 5:3. Варди участва и атаките за останалите 4 гола и става играч на мача. Цялостното представяне на Лестър през първия полусезон е разочароващо, но към края на сезона „лисиците“ подобряват представянето си. Варди вкарва няколко важни гола, които помагат на тима да се задържи в елита.
През сезон 2015/16 Варди и Рияд Марез са в основата на добрата форма на Лестър и изкачването на тима в челото на класирането. Джейми подобрява рекорда на Рууд ван Нистелрой за най-много поредни мачове с отбелязан гол в Премиършип – 11. Става и едва петият играч в историята, който печели наградата за футболист на месеца два поредни пъти. Това става през октомври и ноември. Нападателят вкарва общо 24 гола през сезона и е с основен принос за спечелването на шампионската титла от „лисиците“. Макар скоро тимът да е напуснат от звезди като Н'Голо Канте и Рияд Марез, Варди остава в Лестър. През сезон 2016/17 достига 1/4-финалите на Шампионската лига. Тимът не успява да повтори успеха си от 2016 г. и в следващите сезони е в средата на таблицата.
През сезон 2019/20 Лестър е сред лидерите почти целия сезон, но в последния кръг остава извън зона Шампионска лига и завършва на пета позиция. Варди вкарва 23 попадения, с което става най-възрастният голмайстор в историята на Висшата лига (по това време на 33 години).

## Успехи

### Клубни
- Висша лига – 2015/16
- Чемпиъншип – 2013/14
- Национална конференция – 2011/12
- Северна Висша лига – 2010/11

### Индивидуални
- Футболист на годината във Висшата лига – 2015/16
- Футболист на годината в Англия – 2015/16
- В отбора на годината на Висшата лига – 2015/16
- Футболист на месеца във Висшата лига – октомври 2015, ноември 2015, април 2019, ноември 2019
- Гол на месеца във Висшата лига – март 2018
- Гол на сезона във Висшата лига – 2017/18
- Голмайстор на Висшата лига – 2019/20
- Голмайстор на Националната конференция – 2011/12